# Adi Koll
Adi Koll (hebrejsky עדי קול, narozena 19. března 1976, Jeruzalém) je izraelská politička a poslankyně Knesetu za stranu Ješ atid.

## Biografie
Narodila se v Jeruzalémě, kde posléze vystudovala právo na Hebrejské univerzitě. Doktorát získala na Columbia University. Angažuje se v pedagogice, zaměřuje se na poskytování vzdělání chudým studentům a ženám. Za tímco účelem založila speciální studijní instituci Univerzita ba-am (אוניברסיטה בעם). V roce 2011 získala za své úsilí Cenu předsedy Knesetu.
Ve volbách v roce 2013 byla zvolena do Knesetu za stranu Ješ atid.